# Băng cướp Dalton
Băng cướp Dalton (tiếng Anh: Dalton Gang) là một băng đảng sống ngoài vòng pháp luật ở miền Tây nước Mỹ cũ giai đoạn 1890-1892. Nó còn được gọi là băng Anh em Dalton vì bốn thành viên của nó là anh em cùng gia đình. Băng Dalton chuyên cướp ngân hàng và chuyến xe lửa. Trong một vụ cướp ngân hàng kép ở Coffeyville, Kansas vào năm 1892, hai anh em và hai thành viên trong băng đã bị giết; riêng Emmett sống sót và bị bắt, bị xét xử và bị kết án. Hắn về sau được tạm tha sau khi ngồi tù 14 năm.
Bob, Gratton "Grat" và Emmett xuất thân là những chấp pháp viên cho tòa án liên bang tại Fort Smith, Arkansas, và sau đó cho Osage Nation. Chúng bắt đầu ăn cắp ngựa để kiếm thêm và sau đó trốn khỏi khu vực. Sau đó, chúng quyết định lập một băng cướp và bắt đầu cướp ngân hàng, chuyến xe ngựa và xe lửa. Trong khi anh trai giữa "Bill" Dalton không bao giờ tham gia bất kỳ vụ nào, anh ta là gián điệp và cung cấp thông tin cho chúng.
Do những thành tích bất hảo của băng Dalton, chúng bị buộc tội vì một số vụ cướp khác nhau trên khắp nước Mỹ, nhưng hoạt động chủ yếu của chúng thường ở Lãnh thổ Kansas và Oklahoma. Rất nhiều huyền thoại đã được thêu dệt về băng cướp này.
Sau khi Bob và Grat bị giết tại Coffeyville, Bill Dalton đã lập một băng cướp khác với Bill Doolin. Nó được biết đến với cái tên Wild Bunch, hay băng Dalton-Doolin.

## Bộ sưu tập

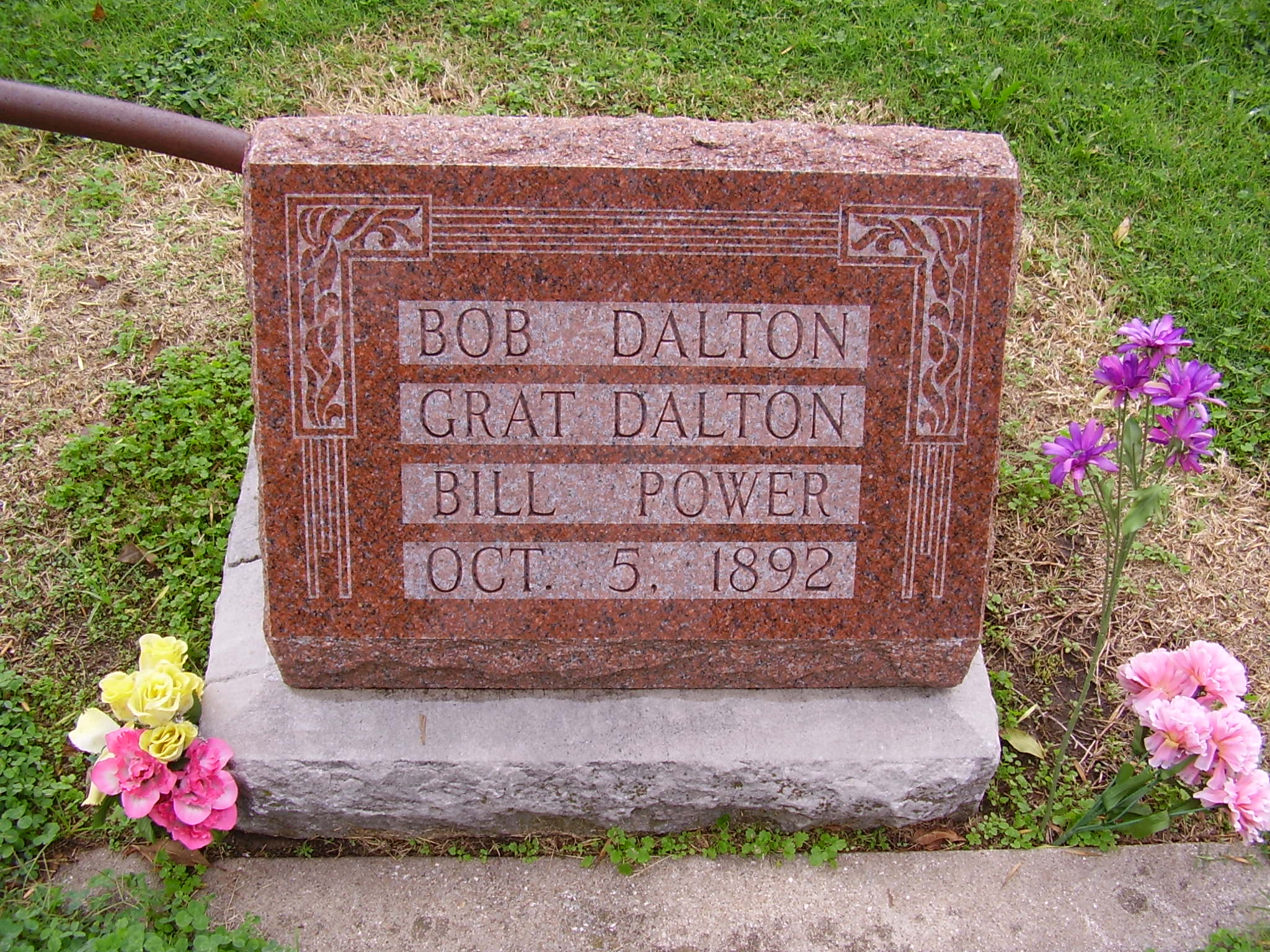
Mộ của băng Dalton ở Coffeyville, Kansas
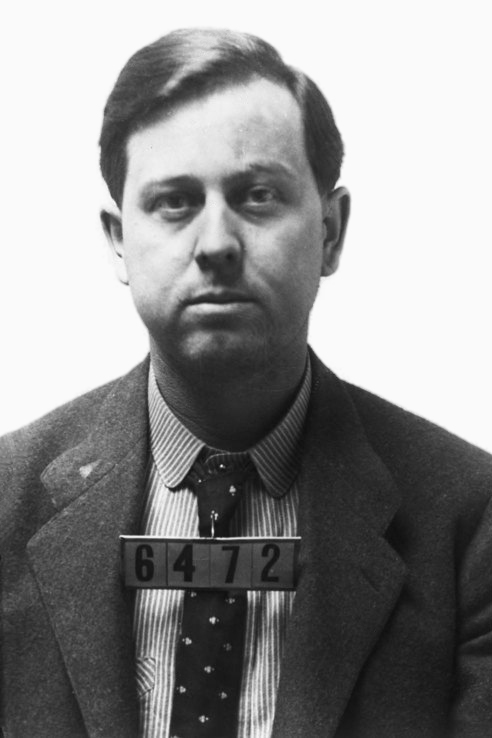
Emmett Dalton
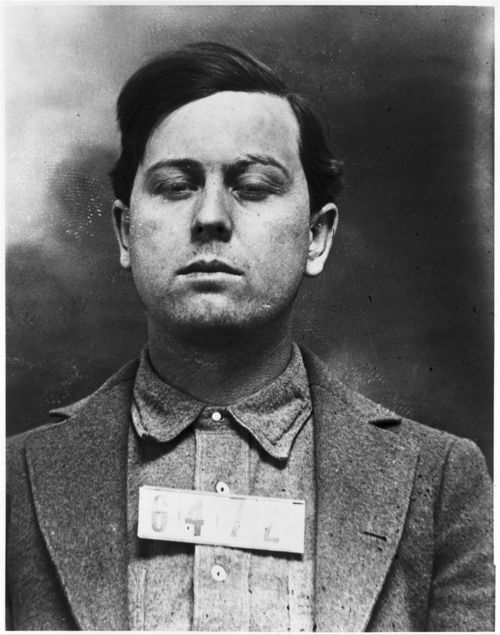
Ảnh trong tù của Emmett Dalton
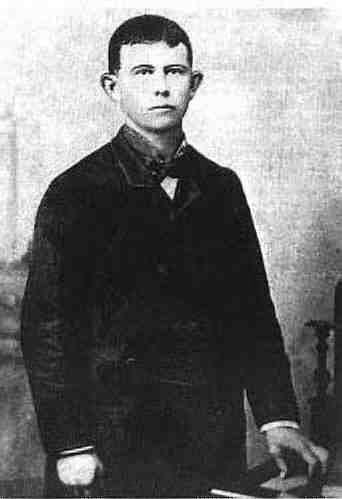
Grat Dalton
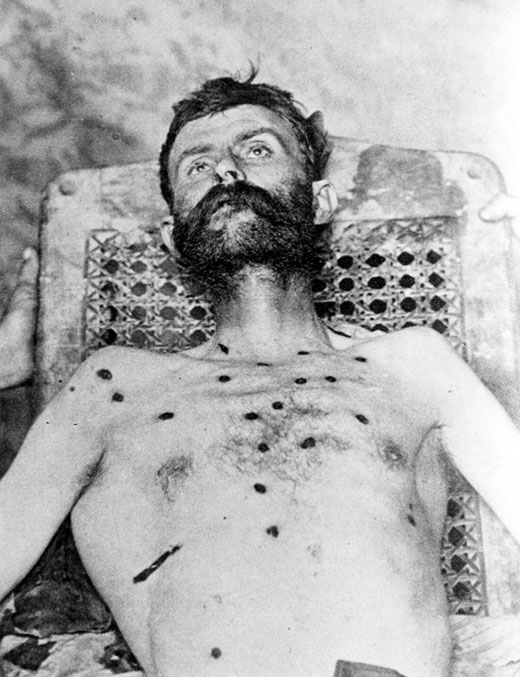
Bill Doolin
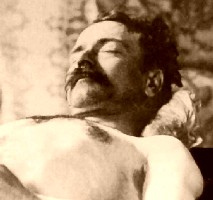
George "Bitter Creek" Newcomb
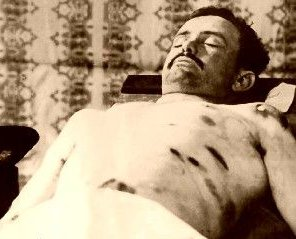
Charley Pierce
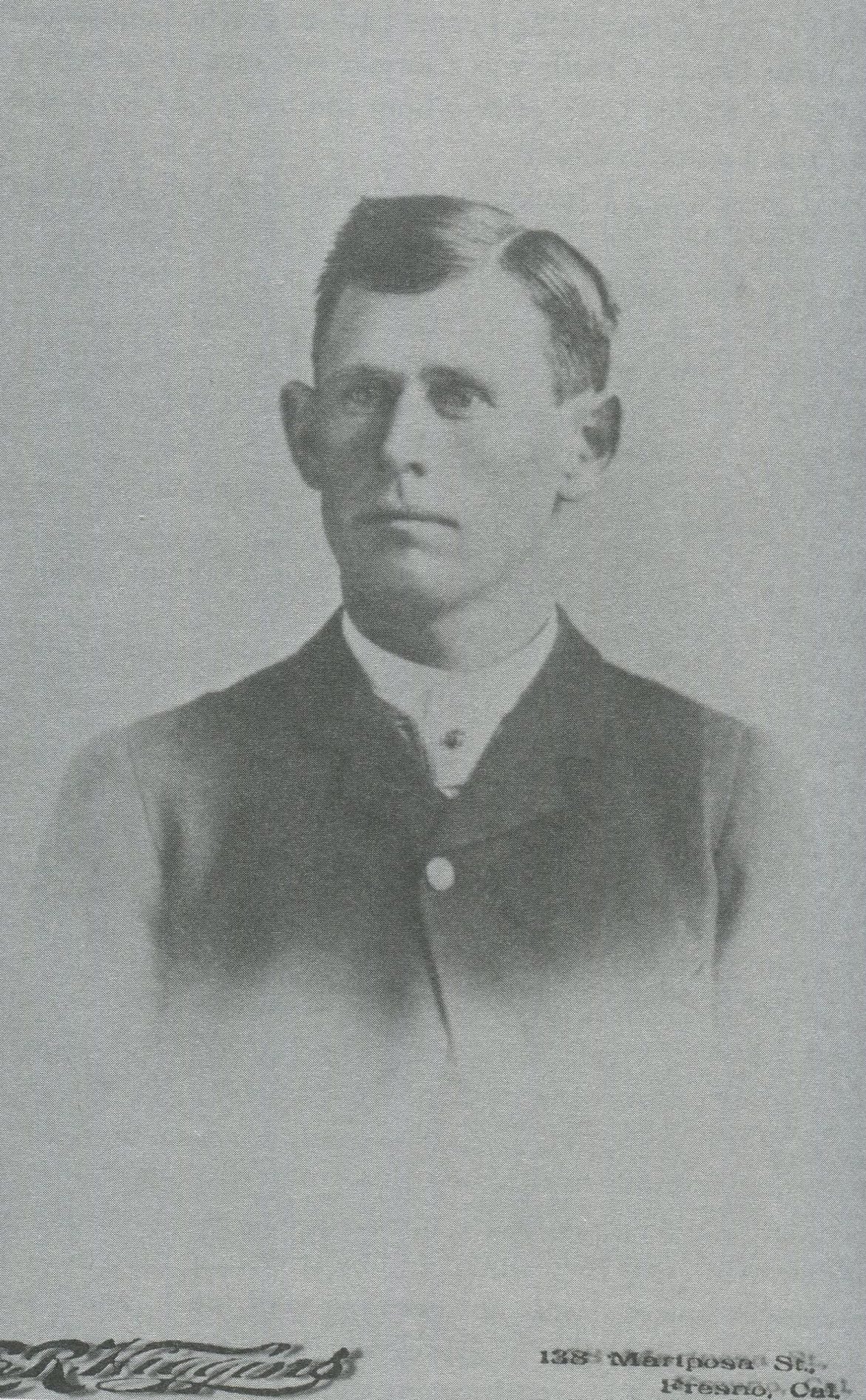
Littleton "Lit" Dalton chụp khoảng năm 1888

## Trong văn hóa đại chúng
- Một phiên bản phim phần lớn hư cấu về cuộc đời của Daltons được chuyển thể từ cuốn sách năm 1931 của Emmett, When the Daltons Rode, được phát hành vào năm 1940, có sự tham gia của Randolph Scott, Broderick Crawford và Brian Donlevy.
- Anh em Daltons được giới thiệu trong Lãnh thổ Badman ở phía tây của Randolph Scott (1946).
- Daltons cũng được giới thiệu trong một bộ phim miền tây khác của Randolph Scott, Return of the Bad Men (1948), dựa trên sự lãnh đạo của Doolin về một băng đảng ngoài vòng pháp luật ở Lãnh thổ Oklahoma, kết hợp những tàn dư của băng Dalton ban đầu với các thành viên mới để trở thành Wild Bunch.
- Bản thân Randolph Scott đóng vai Bill Doolin trong bộ phim The Doolins of Oklahoma (1949), trong đó y được miêu tả là một kẻ sống ngoài vòng pháp luật bất đắc dĩ bị hoàn cảnh buộc phải giữ vai trò lãnh đạo sau cuộc đột kích Coffeyville.
- Bộ phim điện ảnh The Cimarron Kid (1952), về băng đảng Dalton, có sự tham gia của Audie Murphy trong vai Bill Doolin.
- "The Dalton Gang" là một tập dài nửa giờ, năm 1954 của loạt phim truyền hình Mỹ Câu chuyện của thế kỷ với Myron Healey trong vai Bob Dalton, Fess Parker trong vai Grat, Robert Bray trong vai Emmett và John Mooney trong vai Bill Dalton.
- Cuốn truyện tranh Pháp-Bỉ năm 1954 Hors-la-loi, một phần của loạt phim Lucky Luke, thêu dệt các sự kiện ở Coffeyville, với băng nhóm chỉ gồm anh em nhà Dalton, cả bốn người đều bị giết. Mô tả hài hước của Morris về những kẻ sống ngoài vòng pháp luật - như bộ tứ có râu ria mép và mặc quần áo giống hệt nhau chỉ khác nhau về chiều cao - đã trở nên phổ biến, một băng nhóm hư cấu thứ hai gồm anh em nhà Dalton không thể phân biệt được với bản gốc và được trình bày như những người anh em họ (bungling) của họ trở thành nhân vật phản diện định kỳ trong bộ truyện Lucky Luke, sau này được viết bởi René Goscinny. Chúng cũng được mô tả trong một số bộ phim bao gồm La Ballade des Dalton (phim hoạt hình, 1978), Lucky Luke (1991) và Les Dalton (2004).
- Những cô gái Dalton (1957) là một tác phẩm viễn tưởng hạng B miền Tây, trong đó chị em nhà Dalton tiếp tục theo cách của anh trai họ.
- Năm 1957, tập phim tuyển tập phim tài liệu của CBS mang tên You Are There đã đưa ra tập phim "Sự kết thúc của băng đảng Dalton (ngày 5 tháng 10 năm 1892)", với Tyler MacDuff trong vai Emmett Dalton.
- Tập ngày 25 tháng 5 năm 1959 của "Tales of Wells Fargo" được gọi là "The Daltons".
- Three Minutes to Eternity là một tập dài nửa giờ, năm 1963 (phần 12, tập 9, được dẫn dắt bởi Stanley Andrews, được gọi là "The Old Ranger") của loạt phim truyền hình Những ngày thung lũng chết về vụ cướp cuối cùng của họ ở Coffeyville, với Forrest Tucker là Bob Dalton, Jim Davis trong vai Grat và Tom Skerritt trong vai Emmett.[1]
- Trong cuốn tiểu thuyết True Grit (1968) của Charles Portis, nữ anh hùng trẻ tuổi Mattie Ross gọi Bob và Grat Dalton là "những người đàn ông ngay thẳng trở nên tồi tệ" và Bill Doolin là "một cao bồi đi sai đường."
- Bài hát năm 1973 "Doolin-Dalton", của Eagles, là một bài hát về băng Dalton. Album xuất phát bài hát, Desperado, có một bức ảnh trên bìa sau cho thấy các thành viên ban nhạc Eagles và nhạc sĩ tái hiện hình ảnh về vụ bắt và cái chết của băng Dalton.[2]
- Robert Conrad đóng vai chính Bob Dalton trong The Last Day (1975), mô tả các sự kiện dẫn đến âm mưu cướp hai ngân hàng của băng đảng ở Coffeyville. Phim có phần lồng tiếng theo phong cách phim tài liệu do Harry Morgan lồng tiếng.
- Randy Quaid đóng vai chính trong The Last Ride of the Dalton Gang (1979), miêu tả về âm mưu cướp hai ngân hàng cùng lúc của băng đảng ở Coffeyville, Kansas. (Năm sau, nam diễn viên sẽ đóng chung trong The Long Riders, kể về âm mưu cướp ngân hàng của Jesse James ở Northfield, Minnesota, tương tự dẫn đến việc băng nhóm của anh bị tiêu diệt.)
- Cuốn tiểu thuyết Desperadoes (1979) của Ron Hansen là một cuốn hồi ký hư cấu được viết bởi Emmett Dalton, 65 tuổi vào năm 1937.
- Anh em nhà Dalton là tên của một ban nhạc đồng quê được U2 mạo danh trong chuyến lưu diễn Hoa Kỳ Joshua Tree năm 1987 của họ.
- Cuốn tiểu thuyết The Sixth Rider (1991) của Max McCoy kể về những chiến công của nhóm từ vị trí thuận lợi của thành viên thứ sáu có thể tham gia vào vụ nắm giữ ngân hàng Coffeyville.
- Trong bộ phim Reign of Fire (2002), nhân vật của Matthew McConaughey nói rằng anh ta đã giết một con rồng ở Coffeyville, Kansas, và ám chỉ đến cuộc đấu súng lịch sử.
- Trò chơi điện tử Call of Juarez: Gunslinger (2013) có một tập phim dựa trên trận đấu súng ở Coffeyville.
- Băng đảng Dalton được đề cập đến trong cuốn Killer Kane của Morgan Kane về tay súng hư cấu.
- Băng đảng Dalton xuất hiện trong truyện tranh Tex, số 8 và 9 của Ý.
- Joe Dassin đã viết một bài hát có tên " Les Dalton ", lấy cảm hứng từ các nhân vật Lucky Luke.
- Hanna-Barbera đã tạo ra nhiều phiên bản khác nhau của Băng đảng Dalton trong các tác phẩm hoạt hình, đáng chú ý nhất là với Huckleberry Hound.
- Trong trò chơi điện tử Red Dead Redemption, có một băng nhóm được gọi là "băng đảng của Walton", dựa trên băng đảng Dalton.